# Projet protéome humain
Pour les articles homonymes, voir HPP.
Le projet protéome humain (en anglais, Human proteome project ou HPP) est un projet international dont le but est l'étude de l'ensemble des protéines issues de la traduction du génome humain. De par son ampleur, de nombreux centres de recherche de divers pays collaborent entre eux sous la direction de la Human Proteome Organization (en).

## Projets et groupes
Pour ce faire, il fut décidé lors de congrès mondiaux tenus en 2009, 2010 et 2011 organisés par la Human Proteome Organization que le projet initial serait composé de deux sous-projets : l'un, le C-HPP, a pour objectif l'étude des protéines issues de chacun des chromosomes en y ajoutant celles issues de l'ADN mitochondrial. La tâche implique la collaboration de 25 groupes travaillant chacun sur l'un des chromosomes. Le second projet, le B/D-HPP, vise à caractériser les fonctions biologiques des protéines et leur implication dans les maladies affectant l'espèce humaine.

### Groupes du projet C-HPP
| Chromosome | Chef de groupe       | Affiliation nationale              |
| ---------- | -------------------- | ---------------------------------- |
| 1          | Fuchu He             | Chine                              |
| 2          | Lydie Lane           | Suisse                             |
| 3          | Toshihide Nishimura  | Japon                              |
| 4          | Yu Ju Chen           | Taiwan                             |
| 5          | Rainer Bischoff      | Pays-Bas                           |
| 6          | Paul Keown           | Canada                             |
| 7          | Ed Nice              | Australie, Nouvelle-Zélande        |
| 8          | Pengyuan Yang        | Chine                              |
| 9          | Je-Yoel Cho          | Séoul, Corée du Sud                |
| 10         | Joshua Labaer        | États-Unis                         |
| 11         | Jong Shin Yoo        | Corée du Sud                       |
| 12         | Visith Thongboonkerd | Inde, Singapour, Taiwan, Thaïlande |
| 13         | Young Ki Paik        | Corée du Sud                       |
| 14         | Charles Pineau       | France                             |
| 15         | Gilberto B Domont    | Brésil                             |
| 16         | Fernando Corrales    | Espagne                            |
| 17         | Bill Hancock         | États-Unis                         |
| 18         | Alex Archakov        | Russie                             |
| 19         | Gyorgy Marko Varga   | Suède                              |
| 20         | Siqiu Liu            | Chine                              |
| 21         | Daniel Figeys        | Canada                             |
| 22         | Charles Lee          | États-Unis                         |
| X          | Tadashi Yamamoto     | Japon                              |
| Y          | Hosseini Salekdeh    | Iran                               |
| MT         | Andrea Urbani        | Italie                             |